# Tomás Palacios
Tiago Tomás Palacios (født 28. april 2003) er en argentinsk professionel fodboldspiller, der spiller som forsvarerspiller for den italienske Serie A klub Inter Milan.

## Klubkarriere
Den 14. november 2021 underskrev Palacios sin første professionelle kontrakt med Talleres. Den 9. april 2022 fik Palacios sin professionelle debut.
Den 6. januar 2024 blev Palacios udlejet til Independiente Rivadavia.

### Inter Milan
Den 30. august 2024 skiftede Palacios til Inter Milan for 6,5 millioner euro, plus €4,5 millioner i bonusser, der skulle deles mellem Talleres og Independiente Rivadavia. Han underskrev en femårig kontrakt med Inter. Han debuterede for klubben den 30. oktober 2024, hvor han blev indskiftet i det 81. minut i en 3-0 sejr over Empoli.

#### Lån til Monza
Den 29. januar 2025 blev Palacios udlejet til Monza indtil slutningen af Serie A-sæsonen 2024-25.

## Landsholdskarriere
Palacios er ungdomslandsholdsspiller for Argentinas U20-landshold. 